# Bombay Stock Exchange

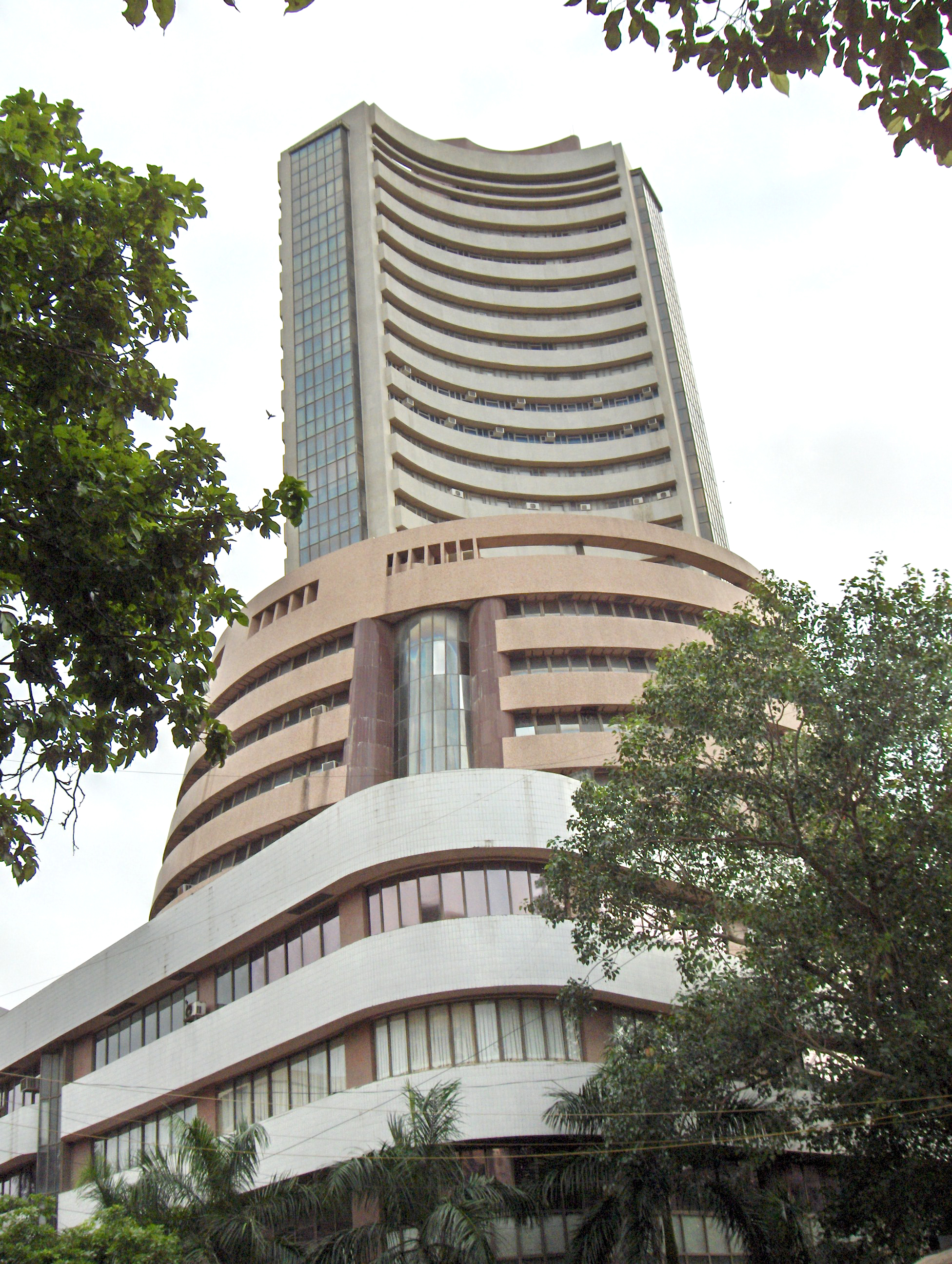
Bombay Stock Exchange

Bombay Stock Exchange (w skrócie BSE) – giełda papierów wartościowych w Mumbaju. Została założona w 1875; jest najstarszą i jedną z największych giełd w Azji. Obok National Stock Exchange of India jedna z dwóch giełd ogólnokrajowych w Indiach.
Obecnie na giełdzie w Mumbaju notowane są akcje ponad 3500 spółek, których łączna kapitalizacja wynosi około 625 miliardów dolarów.
Najważniejszym indeksem akcji jest BSE SENSEX znany również jako BSE 30.